# Eilema ruptifascia
Eilema ruptifascia är en fjärilsart som beskrevs av Talbot. Eilema ruptifascia ingår i släktet Eilema och familjen björnspinnare. Inga underarter finns listade i Catalogue of Life.